# 1370.
◄ | 13. stoljeće | 14. stoljeće | 15. stoljeće | ►
◄ | 1340-ih | 1350-ih | 1360-ih | 1370-ih | 1380-ih | 1390-ih | 1400-ih | ►
◄◄ | ◄ | 1367. | 1368. | 1369. | 1370. | 1371. | 1372. | 1373. | ► | ►►
Arhitektura • Astronomija • Glazba • Knjige • Književnost • Kršćanstvo • Medicina • Pravo • Promet • Slikarstvo • Znanost

## Smrti
- 5. studenog – Kazimir III. Veliki, poljski kralj (* 1310.)

## Vanjske poveznice
|  | Zajednički poslužitelj ima još gradiva o temi 1370. |